# Demografía de Rumania

Evolución poblacional de Rumania entre 1961 y 2003.

Este artículo describe las características de la demografía de Rumania

## Población
| Ciudad      | Habitantes |
| Bucarest    | 1 977 985  |
| Cluj-Napoca | 324 576    |
| Timisoara   | 311 586    |
| Constanza   | 310 471    |
| Craiova     | 304 142    |
| Iasi        | 290 422    |
| Brașov      | 284 596    |
| Galaţi      | 249 432    |
| Ploiești    | 232 527    |
| Braila      | 216 929    |
| Bacău       | 210 469    |
| Oradea      | 206 614    |
| Arad        | 172 827    |
| Pitești     | 170 875    |
| Sibiu       | 154 548    |
| Etnias 2018 |            |
| Rumanos     | 88.9 %     |
| Moldavos    | 1.02 %     |
| Húngaros    | 6.6 %      |
| Gitanos     | 2.5 %      |
|             |            |

La población del país está integrada por una mayoría de origen rumano (88,9 %), que convive con una importante colectividad de húngaros (6,6 %), concentrados sobre todo en la región de Transilvania, y una segunda minoría de gitanos (2,5 %). Además, existen otros grupos étnicos menos numerosos: alemanes, judíos y eslavos (búlgaros, ucranianos y serbios, principalmente).
El crecimiento de la población durante el período 1995-2000 ha sido negativo (-0,4 % anual). La población se concentra en las regiones más industrializadas de las tierras bajas. Sólo un 55,2 % de los rumanos vive en las ciudades, lo que representa una de la proporciones más bajas de Europa, sólo superada por varios de sus vecinos balcánicos y Moldavia. Más del 89 % de la población se adscribe a la Iglesia ortodoxa rumana. También hay católicos, especialmente entre las minorías húngara y alemana de Transilvania, y una importante minoría calvinista, también entre los húngaros. Los judíos se concentran en Bucarest, la capital.
La población de Rumanía alcanza los 22,3 millones (2006), y está decreciendo a un ritmo del 0,12 % anual. La mayoría de la población pertenece a la etnia rumana (88,9 %), seguida por una importante colectividad de húngaros (6,6 %), concentrados sobre todo en la región de Transilvania, y de gitanos (2,5 %). Ucranianos (0,3 %), rusos, alemanes (0,3 %), turcos, búlgaros, italianos y serbios, junto con otras minorías, constituyen el resto de la población. Los habitantes se concentran en las llanuras, donde están los centros industriales y se desarrolla la agricultura a gran escala.
El 55,2 % de los rumanos vive en las ciudades, lo que representa una de la proporciones más bajas de Europa, sólo superada por algunos de sus vecinos balcánicos y Moldavia. Las principales ciudades del país son Bucarest, la capital, con 2 millones de habitantes, Iaşi, Braşov, Cluj-Napoca, Timişoara, Craiova, Constanza, Galaţi y Deva todas ellas con una población de entre 280 000 y 330 000 habitantes.

## Religión
Rumania es un estado sin religión oficial, aunque más del 89 % de la población se adscribe a la Iglesia Ortodoxa Rumana (según el censo de 2002). También hay cantidades significativas de católicos, tanto de rito latino como de rito oriental (un 5,6 % de la población, muchos de ellos de las minorías húngara y alemana de Transilvania); protestantes, tanto luteranos como calvinistas (3,7 % de la población); grupos pentecostales; y musulmanes (alrededor de 100 000, el 0.4 % de la población total). Según el censo de 2002, también vivían en el país 23 105 ateos y no religiosos, así como 6100 judíos. El porcentaje de creyentes en Rumanía es comparable al de creyentes en Turquía, con la diferencia de que Turquía es un país mayoritariamente musulmán.

## Idioma
El rumano es el idioma oficial del país. Le siguen en importancia el húngaro y el romaní (que no tiene que ver con el rumano, sino con los romis, los gitanos rumanos), hablados por las poblaciones de esas etnias. El ucraniano es hablado áreas de Maramures, Bucovina, Dobrudia y Banat. El inglés es el primer idioma extranjero que se estudia en la mayoría de las escuelas rumanas, y actualmente hay un aumento de préstamos del inglés en el vocabulario rumano. El francés es hablado por un significativo número de personas (unos 5 millones), y Rumania es miembro de la Francofonía. También el español es hablado por un porcentaje significativo de la población y el número está creciendo.

## Evolución demográfica

### Antes de la Primera Guerra Mundial
|      | Población (x 1000) | Nacimientos | Muertos | Cambio natural | Tasa de nacimientos (x 1000) | Tasa de defunciones (x 1000) | Cambio natural (x 1000) |
| ---- | ------------------ | ----------- | ------- | -------------- | ---------------------------- | ---------------------------- | ----------------------- |
| 1900 | 6 050              | 235 000     | 146 000 | 89 000         | 38.8                         | 24.2                         | 14.6                    |
| 1901 | 6 120              | 241 000     | 160 000 | 81 000         | 39.3                         | 26.2                         | 13.1                    |
| 1902 | 6 210              | 242 000     | 172 000 | 70 000         | 39.0                         | 27.7                         | 11.3                    |
| 1903 | 6 290              | 252 000     | 156 000 | 96 000         | 40.1                         | 24.8                         | 15.3                    |
| 1904 | 6 390              | 256 000     | 156 000 | 100 000        | 40.1                         | 24.4                         | 15.7                    |
| 1905 | 6 480              | 248 000     | 160 000 | 88 000         | 38.3                         | 24.7                         | 13.6                    |
| 1906 | 6 570              | 262 000     | 157 000 | 105 000        | 39.9                         | 23.9                         | 16.0                    |
| 1907 | 6 680              | 274 000     | 176 000 | 98 000         | 41.1                         | 26.3                         | 14.8                    |
| 1908 | 6 770              | 273 000     | 185 000 | 88 000         | 40.3                         | 27.4                         | 12.9                    |
| 1909 | 6 860              | 282 000     | 188 000 | 94 000         | 41.1                         | 27.4                         | 13.7                    |
| 1910 | 6 970              | 274 000     | 173 000 | 101 000        | 39.3                         | 24.8                         | 14.5                    |
| 1911 | 7 090              | 300 000     | 179 000 | 121 000        | 42.3                         | 25.3                         | 17.0                    |
| 1912 | 7 240              | 314 000     | 166 000 | 148 000        | 43.4                         | 22.9                         | 20.5                    |
| 1913 | 7 360              | 310 000     | 192 000 | 118 000        | 42.1                         | 26.1                         | 16.0                    |
| 1914 | 7 770              | 327 000     | 183 000 | 144 000        | 42.1                         | 23.5                         | 18.6                    |
| 1915 | 7 910              | 320 000     | 194 000 | 126 000        | 40.5                         | 24.5                         | 16.0                    |

### Periodo de entreguerras
|      | Población (x 1000) | Nacimientos | Muertos | Cambio natural | Tasa de nacimientos (x 1000) | Tasa de defunciones (x 1000) | Cambio natural (x 1000) |
| ---- | ------------------ | ----------- | ------- | -------------- | ---------------------------- | ---------------------------- | ----------------------- |
| 1919 | 15 920             | 366 000     | 328 000 | 38 000         | 23.0                         | 20.6                         | 2.4                     |
| 1920 | 16 010             | 539 000     | 415 000 | 124 000        | 33.7                         | 25.9                         | 7.8                     |
| 1921 | 16 240             | 620 000     | 372 000 | 248 000        | 38.2                         | 22.9                         | 15.3                    |
| 1922 | 16 500             | 614 000     | 376 000 | 238 000        | 37.2                         | 22.8                         | 14.4                    |
| 1923 | 16 770             | 609 000     | 372 000 | 237 000        | 36.4                         | 22.1                         | 14.3                    |
| 1924 | 16 990             | 623 000     | 383 000 | 240 000        | 36.7                         | 22.5                         | 14.2                    |
| 1925 | 17 190             | 606 000     | 362 000 | 244 000        | 35.2                         | 21.1                         | 14.1                    |
| 1926 | 17 460             | 608 000     | 373 000 | 235 000        | 34.8                         | 21.4                         | 13.4                    |
| 1927 | 17 690             | 603 000     | 393 000 | 210 000        | 34.1                         | 22.2                         | 11.9                    |
| 1928 | 17 970             | 624 000     | 352 000 | 272 000        | 34.7                         | 19.6                         | 15.1                    |
| 1929 | 17 640             | 601 000     | 378 000 | 223 000        | 34.1                         | 21.4                         | 12.7                    |
| 1930 | 17 870             | 625 000     | 347 000 | 278 000        | 35.0                         | 19.4                         | 15.6                    |
| 1931 | 18 190             | 605 000     | 379 000 | 226 000        | 33.3                         | 20.8                         | 12.5                    |
| 1932 | 18 427             | 662 000     | 399 000 | 263 000        | 35.9                         | 21.7                         | 14.2                    |
| 1933 | 18 653             | 598 000     | 348 000 | 250 000        | 32.1                         | 18.7                         | 13.4                    |
| 1934 | 18 914             | 612 416     | 390 668 | 221 748        | 32.4                         | 20.7                         | 11.7                    |
| 1935 | 19 088             | 585 503     | 402 720 | 182 783        | 30.7                         | 21.1                         | 9.6                     |
| 1936 | 19 319             | 608 906     | 382 179 | 226 727        | 31.5                         | 19.8                         | 11.7                    |
| 1937 | 19 535             | 601 310     | 377 954 | 223 356        | 30.8                         | 19.3                         | 11.4                    |
| 1938 | 19 750             | 585 423     | 379 445 | 205 978        | 29.6                         | 19.2                         | 10.4                    |
| 1939 | 19 934             | 563 817     | 370 348 | 193 469        | 28.3                         | 18.6                         | 9.7                     |

### Después de la Segunda Guerra Mundial
|      | Población  | Nacidos vivos | Defunciones | Cambio natural | Tasa cruda de nacimiento (per 1000) | Tasa cruda de mortalidad (per 1000) | Cambio natural(por 1000) | Tasas de fertilidad total |
| ---- | ---------- | ------------- | ----------- | -------------- | ----------------------------------- | ----------------------------------- | ------------------------ | ------------------------- |
| 1946 | 15,760,000 | 391,273       | 296,439     | 94,834         | 24.8                                | 18.8                                | 6.0                      | 3.32                      |
| 1947 | 15,860,000 | 370,562       | 349,331     | 21,231         | 23.4                                | 22.0                                | 1.3                      | 3.14                      |
| 1948 | 15,893,000 | 379,868       | 248,238     | 131,630        | 23.9                                | 15.6                                | 8.3                      | 3.20                      |
| 1949 | 16,084,000 | 444,065       | 219,881     | 224,184        | 27.6                                | 13.7                                | 13.9                     | 3.70                      |
| 1950 | 16,311,000 | 426,820       | 202,010     | 224,810        | 26.2                                | 12.4                                | 13.8                     | 3.14                      |
| 1951 | 16,464,000 | 412,534       | 210,021     | 202,513        | 25.1                                | 12.8                                | 12.3                     | 3.01                      |
| 1952 | 16,630,000 | 413,217       | 195,287     | 217,930        | 24.8                                | 11.7                                | 13.1                     | 2.97                      |
| 1953 | 16,847,000 | 401,717       | 194,752     | 206,965        | 23.8                                | 11.6                                | 12.3                     | 2.76                      |
| 1954 | 17,040,000 | 422,346       | 195,091     | 227,255        | 24.8                                | 11.4                                | 13.3                     | 2.98                      |
| 1955 | 17,325,000 | 442,864       | 167,535     | 275,329        | 25.6                                | 9.7                                 | 15.9                     | 3.07                      |
| 1956 | 17,583,000 | 425,704       | 174,847     | 250,857        | 24.2                                | 9.9                                 | 14.3                     | 2.89                      |
| 1957 | 17,829,000 | 407,819       | 181,923     | 225,896        | 22.9                                | 10.2                                | 12.7                     | 2.73                      |
| 1958 | 18,056,000 | 390,500       | 156,493     | 234,007        | 21.6                                | 8.7                                 | 13.0                     | 2.58                      |
| 1959 | 18,226,000 | 368,007       | 186,767     | 181,240        | 20.2                                | 10.2                                | 9.9                      | 2.43                      |
| 1960 | 18,403,414 | 352,241       | 160,720     | 191,521        | 19.1                                | 8.7                                 | 10.4                     | 2.34                      |
| 1961 | 18,566,932 | 324,859       | 161,936     | 162,923        | 17.5                                | 8.7                                 | 8.8                      | 2.18                      |
| 1962 | 18,680,721 | 301,985       | 172,429     | 129,556        | 16.2                                | 9.2                                 | 6.9                      | 2.04                      |
| 1963 | 18,813,131 | 294,886       | 155,767     | 139,119        | 15.7                                | 8.3                                 | 7.4                      | 2.01                      |
| 1964 | 18,927,081 | 287,383       | 152,476     | 134,907        | 15.2                                | 8.1                                 | 7.1                      | 1.96                      |
| 1965 | 19,027,367 | 278,362       | 163,393     | 114,969        | 14.6                                | 8.6                                 | 6.0                      | 1.91                      |
| 1966 | 19,140,783 | 273,678       | 157,445     | 116,233        | 14.3                                | 8.2                                 | 6.1                      | 1.90                      |
| 1967 | 19,284,814 | 527,764       | 179,129     | 348,635        | 27.4                                | 9.3                                 | 18.1                     | 3.68                      |
| 1968 | 19,720,984 | 526,091       | 188,509     | 337,582        | 26.7                                | 9.6                                 | 17.1                     | 3.64                      |
| 1969 | 20,010,178 | 465,764       | 201,225     | 264,539        | 23.3                                | 10.1                                | 13.2                     | 3.20                      |
| 1970 | 20,252,541 | 427,034       | 193,255     | 233,779        | 21.1                                | 9.5                                 | 11.5                     | 2.89                      |
| 1971 | 20,469,658 | 400,146       | 194,306     | 205,840        | 19.5                                | 9.5                                 | 10.1                     | 2.67                      |
| 1972 | 20,662,648 | 389,153       | 189,793     | 199,360        | 18.8                                | 9.2                                 | 9.6                      | 2.55                      |
| 1973 | 20,827,525 | 378,696       | 203,559     | 175,137        | 18.2                                | 9.8                                 | 8.4                      | 2.44                      |
| 1974 | 21,028,841 | 427,732       | 191,286     | 236,446        | 20.3                                | 9.1                                 | 11.2                     | 2.71                      |
| 1975 | 21,245,103 | 418,185       | 197,538     | 220,647        | 19.7                                | 9.3                                 | 10.4                     | 2.60                      |
| 1976 | 21,445,698 | 417,353       | 204,873     | 212,480        | 19.5                                | 9.6                                 | 9.9                      | 2.55                      |
| 1977 | 21,657,569 | 423,958       | 208,685     | 215,273        | 19.6                                | 9.6                                 | 9.9                      | 2.57                      |
| 1978 | 21,854,622 | 416,598       | 211,846     | 204,752        | 19.1                                | 9.7                                 | 9.4                      | 2.52                      |
| 1979 | 22,048,305 | 410,603       | 217,509     | 193,094        | 18.6                                | 9.9                                 | 8.8                      | 2.48                      |
| 1980 | 22,201,387 | 398,904       | 231,876     | 167,028        | 18.0                                | 10.4                                | 7.5                      | 2.43                      |
| 1981 | 22,352,635 | 381,101       | 224,635     | 156,466        | 17.0                                | 10.0                                | 7.0                      | 2.36                      |
| 1982 | 22,477,703 | 344,369       | 224,120     | 120,249        | 15.3                                | 10.0                                | 5.3                      | 2.17                      |
| 1983 | 22,553,074 | 321,498       | 233,892     | 87,606         | 14.3                                | 10.4                                | 3.9                      | 2.07                      |
| 1984 | 22,624,505 | 350,741       | 233,699     | 117,042        | 15.5                                | 10.3                                | 5.2                      | 2.27                      |
| 1985 | 22,724,836 | 358,797       | 246,670     | 112,127        | 15.8                                | 10.9                                | 4.9                      | 2.31                      |
| 1986 | 22,823,479 | 376,896       | 242,330     | 134,566        | 16.5                                | 10.6                                | 5.9                      | 2.40                      |
| 1987 | 22,940,430 | 383,199       | 254,286     | 128,913        | 16.7                                | 11.1                                | 5.6                      | 2.39                      |
| 1988 | 23,053,552 | 380,043       | 253,370     | 126,673        | 16.5                                | 11.0                                | 5.5                      | 2.31                      |
| 1989 | 23,151,564 | 369,544       | 247,306     | 122,238        | 16.0                                | 10.7                                | 5.3                      | 2.20                      |
| 1990 | 23,206,720 | 314,746       | 247,086     | 67,660         | 13.6                                | 10.6                                | 2.9                      | 1.83                      |
| 1991 | 23,185,084 | 275,275       | 251,760     | 23,515         | 11.9                                | 10.9                                | 1.0                      | 1.59                      |
| 1992 | 22,788,969 | 260,393       | 263,855     | -3,462         | 11.4                                | 11.6                                | -0.2                     | 1.51                      |
| 1993 | 22,755,260 | 249,994       | 263,323     | -13,329        | 11.0                                | 11.6                                | -0.6                     | 1.43                      |
| 1994 | 22,730,622 | 246,736       | 266,101     | -19,365        | 10.9                                | 11.7                                | -0.9                     | 1.40                      |
| 1995 | 22,680,951 | 236,640       | 271,672     | -35,032        | 10.4                                | 12.0                                | -1.5                     | 1.33                      |
| 1996 | 22,607,620 | 231,348       | 286,158     | -54,810        | 10.2                                | 12.7                                | -2.4                     | 1.30                      |
| 1997 | 22,545,925 | 236,891       | 279,315     | -42,424        | 10.5                                | 12.4                                | -1.9                     | 1.32                      |
| 1998 | 22,502,803 | 237,297       | 269,166     | -31,869        | 10.5                                | 12.0                                | -1.4                     | 1.32                      |
| 1999 | 22,458,022 | 234,600       | 265,194     | -30,594        | 10.4                                | 11.8                                | -1.4                     | 1.30                      |
| 2000 | 22,435,205 | 234,521       | 255,820     | -21,299        | 10.5                                | 11.4                                | -0.9                     | 1.31                      |
| 2001 | 22,408,393 | 220,368       | 259,603     | -39,235        | 9.8                                 | 11.6                                | -1.8                     | 1.27                      |
| 2002 | 21,675,775 | 210,529       | 269,666     | -59,137        | 9.7                                 | 12.4                                | -2.7                     | 1.25                      |
| 2003 | 21,574,365 | 212,459       | 266,575     | -54,116        | 9.8                                 | 12.4                                | -2.5                     | 1.30                      |
| 2004 | 21,451,845 | 216,261       | 258,890     | -42,629        | 10.1                                | 12.1                                | -2.0                     | 1.33                      |
| 2005 | 21,319,673 | 221,020       | 262,101     | -41,081        | 10.4                                | 12.3                                | -1.9                     | 1.40                      |
| 2006 | 21,193,749 | 219,483       | 258,094     | -38,611        | 10.4                                | 12.2                                | -1.8                     | 1.42                      |
| 2007 | 20,882,980 | 214,728       | 251,965     | -37,237        | 10.3                                | 12.1                                | -1.8                     | 1.45                      |
| 2008 | 20,537,848 | 221,900       | 253,202     | -31,302        | 10.8                                | 12.3                                | -1.5                     | 1.60                      |
| 2009 | 20,367,437 | 222,388       | 257,213     | -34,825        | 10.9                                | 12.6                                | -1.7                     | 1.66                      |
| 2010 | 20,246,798 | 212,199       | 259,723     | -47,524        | 10.5                                | 12.8                                | -2.3                     | 1.59                      |
| 2011 | 20,147,657 | 196,242       | 251,439     | -55,197        | 9.7                                 | 12.5                                | -2.7                     | 1.47                      |
| 2012 | 20,060,182 | 180,714       | 253,716     | -73,002        | 9.0                                 | 12.6                                | -3.6                     | 1.52                      |
| 2013 | 19,988,694 | 176,013       | 246,825     | -70,812        | 8.8                                 | 12.3                                | -3.5                     | 1.46                      |
| 2014 | 19,916,451 | 183,785       | 253,307     | -69,522        | 9.2                                 | 12.7                                | -3.5                     | 1.56                      |
| 2015 | 19,822,250 | 185,006       | 260,661     | -75,655        | 9.3                                 | 13.1                                | -3.8                     | 1.62                      |
| 2016 | 19,706,424 | 188,415       | 256,476     | -68,061        | 9.6                                 | 13.0                                | -3.5                     | 1.69                      |
| 2017 | 19,592,933 | 189,474       | 260,599     | -71,125        | 9.7                                 | 13.3                                | -3.6                     | 1.78                      |
| 2018 | 19,476,713 | 187,824       | 263,125     | -75,301        | 9.6                                 | 13.5                                | -3.9                     | 1.76                      |
| 2019 | 19,370,448 | 185,677       | 259,307     | -73,630        | 9.6                                 | 13.4                                | -3.8                     | 1.77                      |
| 2020 | 19,265,662 | 176,766       | 297,039     | -120,273       | 9.2                                 | 15.4                                | -6.2                     |                           |

## Inmigración
A continuación se describe el número de personas de origen extranjero en Rumania (según Eurostat):
|                 | 2013       | 2015       | 2017       |
| --------------- | ---------- | ---------- | ---------- |
| Población total | 19,724,074 | 19,720,647 | 19,644,350 |
| Total           | 182,939    | 281,048    | 421,801    |
| Moldavia        | 59,670     | 114,654    | 161,846    |
| Italia          | 22,486     | 38,580     | 56,515     |
| España          | 18,827     | 29,937     | 42,165     |
| Ucrania         | 8,743      | 11,900     | 16,729     |
| Reino Unido     | 2,604      | 5,208      | 15,346     |
| Alemania        | 3,759      | 6,552      | 15,121     |
| Francia         | 3,780      | 6,471      | 12,589     |
| Bulgaria        | 11,163     | 10,465     | 10,646     |
| Hungría         | 5,795      | 6,420      | 8,184      |
| Turquía         | 5,057      | 3          | 7,986      |
| Grecia          | 4,085      | 4,653      | 6,494      |
| Rusia           | 4,952      | 5,269      | 6,063      |
| China           | 2,978      | 3,722      | 5,068      |
| Estados Unidos  | 2,360      | 2,876      | 4,428      |
| Siria           | 2,295      | 2,576      | 3,492      |
| Israel          | 1,665      | 1,837      | 2,936      |
| Bélgica         | 54         | 1,102      | 2,650      |
| Irak            | 1,136      | 1,419      | 2,338      |
| Serbia          | 1,529      | 5,783      | 2,296      |
| Austria         | 121        | 509        | 1,934      |
| Irlanda         | 22         | 657        | 1,876      |
| Túnez           | 1,034      | 1,062      | 1,627      |
| Irán            | 1,114      | 1,261      | 1,464      |
| Portugal        | 81         | 364        | 1,377      |
| Congo           | 102        | 301        | 1,189      |
| Somalia         | 90         | 329        | 978        |
| Nigeria         | 103        | 298        | 932        |

## Nota
1. ↑  En las tasas de fertilidad, 2,1 y más es una población estable y se ha marcado en azul, 2 y menos conduce a un envejecimiento de la población y el resultado es que la población disminuye.